# Палеоліт
Палеолі́т (від грец. παλαιός — давній і грец. λίθος — камінь) — давня кам'яна доба, найдавніший період людського суспільства. Щодо тривалості палеоліту є різні думки. Початок його позначають від 3 млн до 100–150 тис. років тому, кінець палеоліту датується близько 13 тис. років тому (12 000–10 000 років до н. е.).
Давня кам'яна доба — час життя «класичного» неандертальця. Європа, Середня Азія і Африка були місцями поширення неандертальців. Антропологічно вони були подібними до сучасної людини кроманьйонця. Тільки в Європі так званий «класичний» неандерталець мав антропологічні відмінності. Неандертальці зникли в 27 000 роках до н. е. внаслідок холодів[джерело?] (можливо, ворожнечі з кроманьйонцями, які прибули з Азії в Європу приблизно за 40 тис. років до Різдва Христового). Після 27 тисячоліття до н. е. трапляється тільки сучасна людина кроманьйонець.
За палеоліту сформувався первісний лад. За раннього і середнього палеоліту люди жили на дородовій стадії первіснообщинного ладу, за пізнього палеоліту — матріархально-родовим ладом, що набув подальшого розвитку за наступних історичних часів — мезоліту і неоліту. Останнім часом існування матріархального ладу ставиться під сумнів провідними дослідниками. Теорія про матріархальний лад базована на поширеності зображень жінок. Замість матріархату його намагаються пояснити теорією про зачатки сучасного мистецтва у людей кам'яної доби, в центрі уваги якого була жінка як один з найвиразніших образів культури. Палеоліт характеризувався поширенням примітивних знарядь праці з дерева, каменю і кістки, пануванням мисливства та збиральництва.
Давня кам'яна доба характеризується льодовиковим періодом, іншими контурами землі і іншим рівнем моря.
Палеоліт ділять на три доби:
- Ранній (нижній) палеоліт (2 500 000–20 000 років до н. е., приблизно). Це був час сокири. Людина цієї доби названа антропологами Гомо Габіліс (Homo habilis) і Гомо Еректус (Homo erectus).
- Середній палеоліт (120 000–40 000 років до н. е., приблизно). Вироблені крем'яні знаряддя. Час кремезних, низькорослих неандертальців.
- Пізній (верхній) палеоліт (40 000–35 000 років до н. е. — 10 000 до н. е., приблизно). Людина цієї доби названа кроманьйонець, або сучасна людина.

## Мистецтво палеоліту

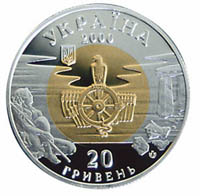
Палеоліт на національній монеті, усередині — колесо історії (філософія)

Верхній палеоліт знаменний ще і тим, що це час народження мистецтва. Його поява була величезним прогресом у пізнавальній діяльності людей, осмисленні навколишнього світу. Мистецтво зміцнювало соціальні зв'язки, допомагало формуванню первісної общини, ставало засобом передачі досвіду від покоління до покоління. Коло творів образотворчого мистецтва палеоліту досить широке: зображення тварин і людей, виконані на камені (петрогліфи), гравюри на кістках і рогах, рельєфи, малюнки, глиняні і кам'яні скульптури.
Печери Франції (найвідоміші — Ласко, Фон-де-Гом) і Іспанії (Альтаміра) зберегли всесвітньо відомі барвисті зображення палеолітичного часу. Древні художники, очевидно, працювали при світлі полін, що горять або світильників з гньотами з моху. Фарба наносилася примітивними пензлями (жмут вовни, пучок трави) або рукою. Користувалися сажею, мінеральними фарбами. Широко застосовувалася охра — природна червона фарба різних відтінків (від жовтуватого до пурпурового) — компонентами якої є глина і сполуки заліза чи марганцю. Охру знаходили спочатку в натуральному вигляді, а пізніше стали виготовляти, перепалюючи залізняк. Фарби розтирали на тваринному жирі, змішували з медом і соком рослин.
Більшість учених пов'язує появу в людини потреби передати навколишній світ художніми засобами з релігійними магічними уявленнями, виникнення яких належить до того ж часу. Етнографія знає безліч прикладів, коли заклинання, танці навколо зображень вважали засобом впливу на реальних тварин. Так, австралійські тубільці вірять, що якщо чоловіки намалюють або «освіжать» новим розфарбуванням зображення тварин або рослин на стінах присвяченої їм печери, то ці тварини і рослини будуть розмножуватися насправді. Серед малюнків рідко, однак трапляються, зображення людей в масках. Широко відомий так званий «Чаклун» з печери Трьох братів у Франції — напіволень-напівлюдина. Мистецтво танцю, ймовірно, також розвивалося з імітації поведінки тварин.
Складною науковою проблемою є питання про шляхи становлення образотворчого мистецтва. Одні дослідники першим прагненням зобразити щось вважають смуги на наносному шарі глини на стінах печер і «відбитки» рук. Інші ж вважають, що давнішим було «натуральне» мистецтво — виготовлення опудал тварин. Ймовірно, на цій основі виникла скульптура, а вже потім — рельєф, гравюра, малюнок.

### Зображення тварин
Художники палеоліту зображували в основному тварин — зубрів, коней, оленів, мамутів. Перші малюнки недосконалі, але згодом майстерність досягає разючого рівня. Фігура тварини малюється упевненою лінією, дотримуються пропорції. З'являється штрихування, суцільне фарбування, застосування різних кольорів (поліхромність), що допомагає передачі об'єму. Початковими формами естетичного відображення зовнішнього середовища «Натуральний макет», що передував блискавичним скульпторам пізнього палеоліту, зароджувався як естетична й водночас магічна споруда. Яскравим прикладом цього є знахідка в печері Відьом (Італія), де у глибокій темряві, на глибині 0,5 км від входу, неандертальці кидали шматки глини в сталагміт, що нагадував фігуру тварини. В інших випадках людина сама виготовляла опудало тварини і використовувала його у своїй обрядовій практиці. Можна припустити, що таким «макетом» слугувала й плита з округлим заглибленням з Ла Феррассі, як на думку С. М. Замяткіна, могла бути початковим зображенням тварини, а заглиблення — зображенням ран.
Зображеннями ран вважають також плями червоної фарби на кам'яних плитках, знайдені на тому ж поселенні Ла Феррассі та в Ле Мустьє. Дехто з дослідників розглядає ці пофарбовані плитки як зображення тварин з ранами, отриманими під час ритуального відтворення процесу полювання або репетиції, в ході якої відбувався розподіл ролей серед мисливців перед наступним полюванням.
Археологами виявлені ще декілька решток зі слідами «естетичної» творчості неандертальців (ребро бика з нарізками та кістка з свердловиною з печери Пеш-де-л'Азе на півдні Франції, кістка з хрестоподібною зарубкою з поселення Вілен у Німеччині, фаланга оленя з прорізаними лініями тощо), які поки, що важко інтерпретувати, хоча, звичайно, в них також можна вбачати початки естетичної діяльності.
Найвиразнішими на сьогодні є знахідки угорського археолога Л. Вертеша на поселенні Тата (нуммуліту з хрестоподібним знаком та відшліфованої пластинки з гравіюванням, покритої червоною фарбою). По-різному можна тлумачити функціональне призначення цих знахідок, проте не викликає сумніву, що вони є витвором мистецтва.
Сенсаційним є знайдення О.Ситником на поселенні Пронятин у Подністров'ї трубчастої кістки із зображенням тварини. Раніше А. П. Чернишем на поселені Молдово І була знайдена лопатка мамонта з складним гравіюванням, у хаосі ліній якого дехто з досліників теж убачає зооморфне зображення. Знахідки предметів з найдавнішими зразками образотворчого мистецтва в Україні не є випадковими. Вони лише упереджують розквіт мистецтва в наступний період на території України.
Шедеври печерного живопису з Альтаміри, Лясько, Фон-де-Гом передають тварин майже в натуральний зріст з великою життєвою переконливістю. Особливістю цих розписів є те, що реалістичні зображення окремих тварин композиційно між собою не пов'язані, іноді навіть «нашаровуються» один на одну.
Скульптура широко представлена жіночими статуетками невеликого розміру. Вони виконані завжди за єдиним принципом: кінцівки ледве намічені, риси обличчя не позначена, але зате різко підкреслені ознаки жінки-матері. Такі статуетки образно називають «палеолітичними Венерами». Очевидно, що основна ідея таких зображень — ідея плодючості, продовження роду. Вчені зв'язують їх з культом жінки-прародительки в материнській родовій общині (де рахунок спорідненості вівся по материнській лінії).
В Україні досліджено багато палеолітичних пам'яток. Один з них — Мізинська стоянка на Десні, в Чернігівській області. Там знайдені фігурки, що зображають птахів, а також кістяний браслет, покритий складним геометричним орнаментом. На відміну від реалістичних зображень тварин на стінах печер Франції, Іспанії, Німеччини, мистецтво мисливців на мамонтів території України вирізняється схематизмом. Широко відомі витвори палеолітичного мистецтва зі стоянки Мізин на Чернігівщині. З бивня мамонта виготовлені 20 схематизованих фігурок жінок та два браслети, вкриті різьбленим орнаментом у вигляді меандрів та ялинки. Знайдено щелепи та лопатку мамонта з орнаментами у вигляді зигзагів та меандрів, нанесених червоною вохрою. Схематизовані жіночі статуетки та геометричні орнаменти й композиції на кістках знайдені в Межирічах, Добранічівці, Гінцях, на Кирилівській стоянці у Києві.

## Палеолітичні культури
- Список археологічних культур
- Палеолітичні пам'ятки
- Палеоліт Китаю[2].
- Палеоліт Японії
- Палеоліт України
- Ресетинська культура

## Давня кам'яна доба за регіонами Світу
- Давня кам'яна доба в Східній Європі
  - Палеоліт на території сучасної України
- Давня кам'яна доба в Західній Європі
- Давня кам'яна доба на Передній Азії
- Давня кам'яна доба на Середньому Сході
- Давня кам'яна доба на Далекому Сході
- Давня кам'яна доба у Сибіру
- Давня кам'яна доба в Африці